# Комп'ютроніум
Комп'ютроніум (англ. Computronium) — гіпотетичний матеріал, що використовується як певна запрограмована матерія, субстанція для комп'ютерного моделювання віртуальних чи реальних об'єктів.
Комп'ютроніум є найкращим обчислювальним пристроєм завдяки якому можливе теоретично максимальне упорядкування структури матерії, сформованої з визначеної кількості матерії.

## Комп'ютроніум в іграх
У серії комп'ютерних ігор Всесвіт X, таких як X: Beyond the Frontier і книгах Хельге Т. Каутца («Легенда Фарнхема», «Нопілей», «Йошико», «Охоронець Воріт», «Охоронць Землі») описується використання матеріалу комп'ютроніуму для перетворення зоряної матерії в Хмару сутності: «Єдиним матеріалом, який дозволяє наблизитися до максимуму (сили розуму), є матеріал на основі виродженої матерії, названий комп'ютроніумом. Він функціонує на основі квантової механіки, дозволяючи використовувати максимальну обчислювальну потужність на одиницю простору»

## Комп'ютроніум в літературі
У серії романів «Автостопом Галактикою» Дугласа Адамса наша планета Земля представлена запрограмованою матерією, яка є перебудованою в один комп'ютер для знаходження правильної відповіді на питання про сенс життя, всесвіту і всього іншого. (англ. Answer to Life, the Universe, and Everything).
У своїй книзі Accelerando письменник Чарльз Стросс також використовує цей термін.
У книзі Revelation Space фантаста Аластера Рейнольдса одна з нейтронних зірок з назвою Hades була перетворена в масивний суперкомп'ютер. У цьому випадку нейтронна речовина зірки Hades стало комп'ютроніумом.